# Sent Julian d'Empara e Livinhac lo Baish
Sent Julian d'Empara e Livinhac lo Baish, també coneguda popularment com a Vilanòva de Capdenac (en francès Capdenac-Gare) és un municipi francès situat al departament de l'Avairon i a la regió d'Occitània. L'actual municipi és el resultat de l'absorció de l'antic municipi de Livinhac lo Baish per part de Sent Julian d'Empara, que va adoptar el nom actual per la seva proximitat a Capdenac.

## Demografia
| 1962                                       | 1968  | 1975  | 1982  | 1990  | 1999  | 2006  |
| ------------------------------------------ | ----- | ----- | ----- | ----- | ----- | ----- |
| 5.520                                      | 5.937 | 5.840 | 5.365 | 4.818 | 4.587 | 4.673 |
| Des de 1962: població sense dobles comptes |       |       |       |       |       |       |

## Administració
| Període   | Identitat       | Partit |
| --------- | --------------- | ------ |
| 1989-2008 | Claude Delhon   | PS     |
| 2008-     | Stéphane Bérard | PS     |